# 衆議院の優越
衆議院の優越（しゅうぎいんのゆうえつ）とは、日本の国会における衆議院が参議院に対して有する優越的な権限のことを指す。主に日本国憲法に根拠を有する。

## 概説
国会を構成する衆議院・参議院は、原則として同等の権限を有する。衆議院に優越的な権限が付与されている理由としては、参議院よりも任期が短い事や解散により民意を問える事から、衆議院は参議院よりも国民の意思を反映しやすいと考えられているためである。
優越の形態については、衆参両院で議決が異なった際（両院協議会で成案が得られなかった事例を含む）に「衆議院の議決をもって国会の議決とする」場合と、単に「衆議院の議決による」ものとする場合とがある。

## 優越事項
日本国憲法及び国会法では以下に挙げる点において、衆議院に優越が認められているとされている。

### 憲法上の優越

#### 議決の効力における優越

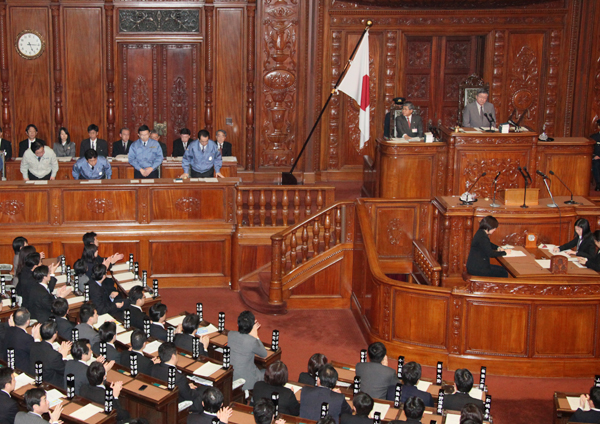
衆院本会議での平成２３年度総予算案成立時の様子（衆院で可決、参院で否決され、両院協議会で意見が一致しなかったため、衆院の議決が国会の議決となる旨が議長から宣告され、成立となった）

- 法律案の議決

衆議院可決後に参議院で否決され返付された（又は修正議決され回付された法律案への同意を拒否した場合の）衆議院議決案を衆議院で出席議員の3分の2以上の多数で再可決すれば法律となる。衆議院可決案の受領後60日以内（※）に参議院が議決しない場合、衆議院は参議院が法案を否決したとみなすことができる（憲法第59条）。
- 予算案の議決

衆参で議決が異なる際に開く両院協議会で成案が得られない場合、又は衆議院議決案の受領後30日以内（※）に参議院が議決しない場合、衆議院の議決が国会の議決となる（憲法第60条）。
- 条約の承認

衆参で議決が異なる際に開く両院協議会で成案が得られない場合、又は衆議院議決案の受領後30日以内（※）に参議院が議決しない場合、衆議院の議決が国会の議決となる（憲法第61条）。
- 内閣総理大臣の指名

衆参で議決が異なる際に時に開く両院協議会で成案が得られない場合、又は衆議院議決後10日以内（※）に参議院が議決しない場合、衆議院の議決が国会の議決となる（憲法第67条第2項）。
※国会休会中の期間は除く。日数計算は慣例により即日起算（初日算入）

#### 権限の事項における優越
- 予算の先議権

予算案の議決の際に衆議院への先議権が認められている（憲法第60条）。
- 内閣不信任決議、内閣信任決議

衆議院にのみ認められている（憲法第69条）。

### 国会法上の優越
- 臨時国会の会期、特別国会の会期、国会の会期延長

衆参で議決が異なる場合、又は参議院で議決しない場合は、衆議院の議決による（国会法第11条 - 第13条）。
- 法律案議決が衆参で異なる場合の両院協議会の請求

衆参の法案の議決が異なる時の両院協議会開催に関して、衆議院の請求は衆議院可決法案を参議院で否決した場合や衆議院可決法案に対する参議院修正法案を衆議院が同意しなかった場合に可能だが、参議院の請求は参議院議決案に対する衆議院修正案に参議院が同意しない場合に限られ、衆議院は参議院の請求を拒否することができる（国会法第84条）。
- 過去の一部の国会同意人事

過去の一部の国会同意人事については、参議院が同意しない場合でも衆議院が同意とすれば同意とみなす規定や衆議院単独の同意人事が存在した。

## 先例
参議院で否決（みなし否決を含む）又は修正議決された法律案の衆議院議決案が衆議院で3分の2以上の多数で再可決した例
衆議院の再議決を参照。
参議院が予算の議決を行わず自然成立となった例
自然成立を参照。
参議院の予算の議決が衆議院の議決と異なり両院協議会で一致しなかった例です。
両院協議会を参照。
参議院が条約の承認の議決を行わず自然成立となった例
自然成立を参照。
参議院の条約の承認の議決が衆議院の議決と異なり両院協議会で一致しなかった例
両院協議会を参照。
参議院が内閣総理大臣の指名の議決を行わず自然指名となった例
過去に例がない。
参議院の内閣総理大臣の指名の議決が衆議院の議決と異なり両院協議会で一致しなかった例
両院協議会を参照。
衆議院優越規定のある国会同意人事で衆議院が同意して参議院が同意しなかった例
過去に例がない。
国会の会期・会期延長の日数の議決が衆参で異なった例
| 議決年月日                 | 議決年月日 | 内容                                   | 日数   | 日数     | 日数   |
| 衆議院                     | 参議院     | 内容                                   | 衆議院 | 参議院   | 結果   |
| -------------------------- | ---------- | -------------------------------------- | ------ | -------- | ------ |
| 1952年（昭和27年）6月28日  | 6月30日    | 第13回国会（常会）の4回目の会期延長    | 30日間 | 10日間   | 30日間 |
| 1952年（昭和27年）12月22日 | 12月22日   | 第15回国会（特別会）の会期延長         | 99日間 | 2日間    | 99日間 |
| 1974年（昭和49年）7月24日  | 議決なし   | 第73回国会（臨時会）の会期             | 8日間  | 議決なし | 8日間  |
| 1975年（昭和50年）9月11日  | 議決なし   | 第76回国会（臨時会）の会期             | 75日間 | 議決なし | 75日間 |
| 1976年（昭和51年）9月16日  | 議決なし   | 第78回国会（臨時会）の会期             | 50日間 | 議決なし | 50日間 |
| 1977年（昭和52年）7月27日  | 議決なし   | 第81回国会（臨時会）の会期             | 8日間  | 議決なし | 8日間  |
| 1977年（昭和52年）9月29日  | 議決なし   | 第82回国会（臨時会）の会期             | 40日間 | 議決なし | 40日間 |
| 1983年（昭和58年）7月18日  | 議決なし   | 第99回国会（臨時会）の会期             | 6日間  | 議決なし | 6日間  |
| 1989年（平成元年）8月7日   | 議決なし   | 第115回国会（臨時会）の会期            | 6日間  | 議決なし | 6日間  |
| 1992年（平成4年）10月30日  | 10月30日   | 第125回国会（臨時会）の会期            | 40日間 | 50日間   | 40日間 |
| 1993年（平成5年）12月15日  | 議決なし   | 第128回国会（臨時会）の会期延長        | 45日間 | 議決なし | 45日間 |
| 1999年（平成11年）6月17日  | 議決なし   | 第145回国会（常会）の会期延長          | 57日間 | 議決なし | 57日間 |
| 2002年（平成14年）6月19日  | 議決なし   | 第154回国会（常会）の会期延長          | 42日間 | 議決なし | 42日間 |
| 2003年（平成15年）6月17日  | 議決なし   | 第156回国会（常会）の会期延長          | 40日間 | 議決なし | 40日間 |
| 2006年（平成18年）12月15日 | 議決なし   | 第165回国会（臨時会）の会期延長        | 4日間  | 議決なし | 4日間  |
| 2007年（平成19年）6月22日  | 議決なし   | 第166回国会（常会）の会期延長          | 12日間 | 議決なし | 12日間 |
| 2007年（平成19年）11月9日  | 議決なし   | 第168回国会（臨時会）の1回目の会期延長 | 35日間 | 議決なし | 35日間 |
| 2007年（平成19年）12月14日 | 議決なし   | 第168回国会（臨時会）の2回目の会期延長 | 31日間 | 議決なし | 31日間 |
| 2008年（平成20年）6月13日  | 議決なし   | 第169回国会（常会）の会期延長          | 6日間  | 議決なし | 6日間  |
| 2008年（平成20年）9月24日  | 議決なし   | 第170回国会（臨時会）の会期            | 68日間 | 議決なし | 68日間 |
| 2008年（平成20年）11月28日 | 議決なし   | 第170回国会（臨時会）の会期延長        | 25日間 | 議決なし | 25日間 |
| 2009年（平成21年）6月2日   | 議決なし   | 第171回国会（常会）の会期延長          | 55日間 | 議決なし | 55日間 |

## みなし否決・自然成立の起算点
衆議院におけるみなし否決の60日や自然成立の30日の起算点については、衆議院が議案等を可決した日にそれを送付し、参議院は即日議案等を受領する取扱いがなされるのが慣例であった。衆議院先例集ではみなし否決や自然成立の起算点について「送付の日から起算」と記している。
参議院事務局は慣例として、衆議院本会議で議案が可決されると直ちに衆議院の職員が「送付簿」を持って参議院の議案課に出向き、同課の職員が受領印を押した段階で「受け取った」事として扱われていた。また、衆議院事務局は「憲法上、参議院が送付案を受理しないことは想定されていない」との見解を出している。
ところが2011年度予算に関し、衆議院が3月1日に予算案を可決し即日送付したが、野党である自由民主党などが予算案と共に歳入関連法案が参議院に送付されていないことを理由に、自然成立について定める憲法第60条2項が「参議院が、衆議院の可決した予算を受け取った後」と定めていることを根拠に、参議院側において主体的に予算の受領について判断できるなどと主張し、西岡武夫参議院議長も野党の意見に同調し、予算案の受け取りを留保する事態が発生。結局、西岡武夫参議院議長は衆議院が予算案を可決した3月1日と異なる3月2日付で予算案を受領する取扱いとする決定を発表した。
また、これは予算の自然成立だけでなく、法案のみなし否決についても憲法第59条で「参議院が、衆議院の可決した法律案を受け取った後」とある。条約の自然成立についても憲法第61条で「条約の締結に必要な国会の承認については、前条第二項（第60条2項）の規定を準用する」とあるため、法案や条約承認についても同様に「参議院が、衆議院の可決した議案を受け取った後」と解釈することが可能である。
参議院の意思でみなし否決や自然成立の日付が変わるのは、憲法の衆議院の優越規定を根幹から崩すとして反対意見も出ている。横路孝弘衆議院議長は2011年3月3日、予算案受領は機械的に行われるもので何らかの意思によって変動させることは法的安定性を害するとする、談話を発表した。予算案の受領日をめぐり、衆参両院の議長で見解が分かれる異例の事態となっている。もっとも、2011年度予算は3月29日に参議院本会議で否決され衆議院に返付されたため、衆議院の優越規定で衆議院の議決が国会議決となり、結果的として問題とならなかったが、今後の運用に波紋を残す結果となった。
なお、首班指名の自然成立を規定した憲法第67条では「衆議院が指名の議決をした後」と規定しており、参議院側が首班指名の自然成立の起算点について任意に判断できるような文言にはなっていない。また、国会法第86条により議院には内閣総理大臣の指名を議決した場合の他の議院への通知が義務付けられている。

## 優越が認められていない事項
憲法及び国会法上、衆議院の優越が認められていない事項は次の通りである。
- 皇室財産の授与の議決（憲法第8条）
- 予備費の支出（憲法第87条）
- 決算の審査（憲法第90条）
- 憲法改正の発議（憲法第96条1項）
- 国会の休会の議決（国会法第15条1項）

これらの他にも、国政調査権や弾劾裁判などについても衆議院の優越は認められていない。国会同意人事については憲法上に優越規定がないが、かつては上記のとおり認められていた。